# Шифман, Моисей Львович
Моисей Львович Шифман (1898—1959) — советский правовед, доктор юридических наук, профессор, заведующий кафедрой уголовного процесса Московского государственного университета. Автор около 80 научных работ.

## Биография
В 1939 году защитил диссертацию на соискание учёной степени доктора юридических наук на тему «Защита на предварительном следствии», а затем в 1946 году докторскую диссертацию «Государственное обвинение в советском суде».
Являлся заместителем редактора отдела «Государство и право» Большой Советской Энциклопедии (редактор А. Я. Вышинский). Работал прокурором для особых поручений при Прокуроре СССР, в 1944 году получил чин старшего советника юстиции, был ученым секретарем методического совета при Прокуратуре СССР. Подготовил методическую брошюру для сотрудников органов Прокуратуры, изданную тиражом 5 000 экземпляров.
Моисей Львович Шифман разрабатывал вопросы уголовно-процессуального права, посвятил ряд научных трудов органам прокуратуры и адвокатуры в уголовном процессе. Считал, что прокурор в судебном процессе должен выступать не только как представитель обвинения, но и осуществлять надзор за законностью. Придерживался точки зрения, что предание суду не отдельная стадия уголовного процесса, а завершающий этап предварительного следствия, выступал за передачу функции предания суду органам прокуратуры, автор многочисленных научных статей в ведущих юридических журналах «Советское государство и право» и «Социалистическая законность».
Правовед В. М. Сырых отмечает, что научная деятельность Шифмана выпала на второй период правления Сталина, который характеризовался отсутствием независимой творческой мысли.
Был научным руководителем кандидатской диссертации («Меры процессуального принуждения в советском уголовном процессе», Москва, 1959) основоположника уголовно-процессуальной школы Южно-Уральского государственного университета Юрия Даниловича Лившица.
Моисей Львович Шифман умер в 1959 году, похоронен на Введенском кладбище (17 уч.).

## Публикации
- Шифман, М.Л. Прокурор в уголовном процессе: стадия судебного разбирательства. — Москва : Юрид. изд-во, 1948.
- Шифман, М.Л. Речь прокурора по уголовному делу // Гос. изд-во юрид. лит-ры. — 1960.